# Берлін (Пенсільванія)
Берлін (англ. Berlin) — місто (англ. borough) в США, в окрузі Сомерсет штату Пенсільванія. Населення — 2003 особи (2020).

## Географія
Берлін розташований за координатами 39°55′17″ пн. ш. 78°57′3″ зх. д. / 39.92139° пн. ш. 78.95083° зх. д. (39.921523, -78.950859).  За даними Бюро перепису населення США в 2010 році місто мало площу 2,37 км², уся площа — суходіл.

## Демографія
Згідно з переписом 2010 року, у селищі мешкали 2104 особи в 876 домогосподарствах у складі 544 родин. Густота населення становила 887 осіб/км².  Було 947 помешкань (399/км²).
Расовий склад населення:
| - 98,3 % — білих - 0,4 % — азіатів - 0,2 % — чорних або афроамериканців - 0,1 % — вихідців з тихоокеанських островів - 0,1 % — корінних американців |

До двох чи більше рас належало 0,9 %. Частка іспаномовних становила 0,2 % від усіх жителів.
За віковим діапазоном населення розподілялося таким чином: 19,8 % — особи молодші 18 років, 58,1 % — особи у віці 18—64 років, 22,1 % — особи у віці 65 років та старші. Медіана віку мешканця становила 45,1 року. На 100 осіб жіночої статі у селищі припадало 83,1 чоловіків;  на 100 жінок у віці від 18 років та старших — 79,3 чоловіків також старших 18 років.
Середній дохід на одне домашнє господарство  становив 46 747 доларів США (медіана — 38 452), а середній дохід на одну сім'ю — 55 451 долар (медіана — 50 329). За межею бідності перебувало 11,3 % осіб, у тому числі 22,7 % дітей у віці до 18 років та 6,9 % осіб у віці 65 років та старших.
Цивільне працевлаштоване населення становило 787 осіб. Основні галузі зайнятості: освіта, охорона здоров'я та соціальна допомога — 31,3 %, виробництво — 15,2 %, роздрібна торгівля — 13,6 %.